# Une bien étrange attraction
Une bien étrange attraction (titre original : Another Roadside Attraction) est le premier roman de Tom Robbins publié en 1971 qui lui permettra de lancer sa carrière d'écrivain avec plusieurs centaines de milliers d'exemplaires vendus.
L'œuvre suit les aventures d'un couple de hippies, John Paul Ziller et sa femme Amanda,qui ouvrent un commerce alliant zoo et stand de hot-dog sur une autoroute de l'État de Washington aux États-Unis.  Le roman est rédigé de manière non linéaire sous la forme d'un journal intime dans lequel l'auteur exprime ses vues sur la religion et d'autres sujets.

## En français
- Une Bien étrange attraction [« Another roadside attraction »] (trad. de l'anglais), Paris, trad. François Happe Éditions Gallmeister, coll. « Americana », 2010, 400 p. (ISBN 978-2-35178-037-4)